# Gomoljastonoga šumarica
Gomoljastonoga šumarica, anis pečurka ili nasječena pečurka (lat. Agaricus abruptibulbus) jest jestiva gljiva iz porodice pečurki (Agaricaceae). 

## Opis
- Klobuk gomoljastonoge šumarice je širok od 8 do 12 centimetara, jajasto zvonolik, zatim otvoren, ponekad malo ispupčen, svilenast, potpuno bijel, na dodir, odnosno na pritisak ruke, dobiva limunastožute mrlje, gol, na obodu sitno ljuskav.
- Listići su gusti, uski, dugo blijedi, poslije svijetložućkasti, sivkasti i na kraju tamnosmeđi, gotovo crni.
- Stručak je visok od 10 do 12 centimetara, vitak, cilindričan, uzdužno šupalj, na dnu redovito savijen pod pravim kutom i zadebljan; zadebljanje je ekscentrično i kao odsječeno; bijel, ponekad crvenkast ispod klobuka, na kraju tamnosmeđ ili crn, vjenčić poput zastorka nalazi se pod klobukom.
- Meso je u klobuku bijelo, u stručku blijedo, ima izvanredno jak miris po bademu, odnosno amigdalinu.
- Spore su ovalne, smeđe boje, 5 - 6 x 3 – 4 μm.

## Stanište
Raste u malim skupinama od 2 do 3 primjerka u crnogoričnim i bjelogoričnim šumama. Nalazimo je često u maksimirskom parku od ljeta do kraja jeseni. 

## Upotrebljivost
Gomoljastonoga šumarica je jestiva, dobra je za jelo pripremljena na razne načine.

## Sličnosti
Gomoljastonoga šumarica pripada grupi pečurki koje su vrlo slične lipiki i šumskoj pečurki, koje su isto jestive. Međutim, zbog vitkog rasta i svojstvenog zadebljanja stručka ne može se s njima zamijeniti. Osobito treba pokloniti pažnju na mlade šumske pečurke jer se lako mogu zamijeniti smrtno opasnom bijelom pupavkom i zelenom pupavkom, koje imaju potpuno bijele listiće i svojstveno zadebljanje stručka s ovojem. 